# Solidaridad Suecia-América Latina
Solidaridad Suecia-América Latina (SAL) es una organización de solidaridad que trabaja en Suecia y América Latina en conjunto con organizaciones de los movimientos populares latinoamericanos. En sueco la organización se llama Latinamerikagrupperna y en inglés Solidarity Sweden-Latin America.
El objetivo general de SAL es aumentar la participación de la gente, para que ellos puedan influir en las decisiones y procesos políticos que afectan sus derechos. El trabajo se dirige a la defensa de los derechos que todos tenemos, y la solidaridad con organizaciones de los movimientos sociales que exigen estos derechos. Las prioridades se enfocan en los derechos de los pueblos indígenas, de los campesinos y trabajadores de campo. 
Los métodos son entre muchos; programas y proyectos de solidaridad con las organizaciones contrapartes en América Latina; intercambios entre Suecia y América Latina; cursos con práctica en América Latina o en Suecia; formación de opinión pública en Suecia. 